# Рыбалко, Иван Фёдорович
Иван Фёдорович Рыбалко (1916-1945) — Гвардии капитан Рабоче-крестьянской Красной Армии, участник Великой Отечественной войны, Герой Советского Союза (1945).

## Биография
Иван Рыбалко родился 17 января 1916 года в Симферополе. После окончания средней школы работал на кожевенном заводе. В 1939 году Рыбалко окончил Московский техникум лёгкой промышленности. В том же году он был призван на службу в Рабоче-крестьянскую Красную Армию. Окончил Московское пехотное училище. С июля 1941 года — на фронтах Великой Отечественной войны.
К январю 1945 года гвардии капитан Иван Рыбалко был адъютантом старшим 3-го мотострелкового батальона 17-й гвардейской механизированной бригады 6-го гвардейского механизированного корпуса 4-й танковой армии 1-го Украинского фронта. Отличился во время освобождения Польши. 25 января 1945 года бригада форсировала реку Одер в районе Кёбена, в критический момент боя Рыбалко заменил собой выбывшего из строя командира батальона и взял руководство боем батальона на себя. Рыбалко одним из первых форсировал Одер и с кучкой бойцов в течение дня отбил 13 немецких контратак, в результате чего было уничтожено около 230 солдат и офицеров противника.  Благодаря личному героизму и умелому руководству батальоном был создан плацдарм и удержан до переправы основных сил. После этого боя капитан Рыбалко был назначен командиром 3-го мотострелкового батальона. 4 февраля 1945 года Рыбалко погиб в бою.
Указом Президиума Верховного Совета СССР от 10 апреля 1945 года за «мужество, отвагу и героизм, проявленные в борьбе с немецкими захватчиками» гвардии капитан Иван Рыбалко посмертно был удостоен высокого звания Героя Советского Союза. Также был награждён орденами Ленина, Отечественной войны 2 степени и Красной Звезды, рядом медалей.